# Плаканика
Плаканика (итал. Placanica) је насеље у Италији у округу Ређо ди Калабрија, региону Калабрија.
Према процени из 2011. у насељу је живело 695 становника. Насеље се налази на надморској висини од 263 м.

## Становништво
Према резултатима пописа становништва 2011. у општини је живело 1.250 становника.
| 1931. | 1936. | 1951. | 1961. | 1971. | 1981. | 1991. | 2001. | 2011. |
| ----- | ----- | ----- | ----- | ----- | ----- | ----- | ----- | ----- |
| 2.557 | 2.558 | 2.859 | 2.624 | 2.278 | 1.953 | 1.824 | 1.507 | 1.250 |